# Downtime (1995)
Downtime ist ein britischer Film und ein Ableger von der britischen Fernsehserie Doctor Who  aus dem Jahr 1995. Er handelt von Freunden und Begleitern des Doktors (Brigadier Alistair Gordon Lethbridge-Stewart, Sarah Jane Smith, Victoria Waterfield, Kate Lethbridge-Stewart und Professor Travers), die sich gegen die Machenschaften der Großen Intelligenz durchsetzen müssen.

## Hintergrund
Downtime ist ein Ableger der Fernsehserie Doctor Who, der 1995 gedreht wurde. Die Verfilmung basiert auf den Vorkommnissen der Doctor Who Episoden The Abominable Snowmen und The Invasion. So sehen sich die Begleiter des Doktors erneut mit der Großen Intelligenz konfrontiert. Nicholas Courtney, Elisabeth Sladen, Deborah Watling und Jack Watling nehmen ihre aus der Serie bekannten Rollen wieder auf. Erstmals tritt auch Alistair Gordon Lethbridge-Stewarts Tochter Kate in Erscheinung. Diese wurde Jahre später auch Bestandteil der regulären Doctor Who Serie. Der als Stimme des Roboterhundes K9 bekannte John Leeson ist ebenfalls in Downtime zu sehen. Er spielt hier einen DJ.
Der Film wurde von Reeltime Pictures produziert. In der Produktion wirkten viele Doctor Who Crewmitglieder mit, darunter der Regisseur Christopher Barry und der Drehbuchautor Marc Platt. Jedoch erlaubte ihnen die BBC nicht, die Figur des Doktors in der Verfilmung auftreten zu lassen oder ihn direkt zu nennen.
Der Doctor Who und The Sarah Jane Adventures Autor Gary Russell erklärte, dass das Team der Sarah Jane Adventures einen Clip aus dem Film für die Serie nutzen wollte. Der Clip sollte in einem kurzen Rückblick auf die gemeinsamen Abenteuer von Sarah Jane Smith und Brigadier Lethbridge-Stewart gezeigt werden, jedoch wurde dieses von dem Downtime Team nicht erlaubt.
Die Geschichte aus dem Film Downtime wird in dem Film Dæmos Rising fortgesetzt.

## Handlung
Victoria Waterfield, eine ehemalige Begleiterin des zweiten Doktors, leitet die New World Universität. Genau wie ihre Studenten wird Victoria von der Großen Intelligenz kontrolliert. Diese ist eine außerirdische Macht, die die Erde erobern möchte. Um zu vollständiger Größe zu gelangen, braucht die Große Intelligenz eine kleine Yeti Figur, die Brigadier Alistair Gordon Lethbridge-Stewart besitzt. Da dieser sich zurückgezogen hat und für die Große Intelligenz nicht mehr auffindbar ist, versucht die Große Intelligenz über Sarah Jane Smith sowie über Alistair Gordon Lethbridge-Stewarts Tochter Kate an diesen heranzukommen. Kate und Sarah Jane kontaktieren Alistair Gordon Lethbridge-Stewart und dieser kommt in die Stadt. Victoria Waterfield kann sich inzwischen der Beeinflussung durch die Große Intelligenz entziehen. Mit Unterstützung des Studenten Daniel Hinton schaffen es Alistair Gordon, Kate, Sarah Jane und Victoria die Große Intelligenz zu besiegen.

## Veröffentlichung
Downtime ist 1995 auf Video erschienen. Der Film war so beliebt, dass Virgin Publishing einen Roman zum Film herausbrachte. Außerdem veröffentlichte Silva Screen Records einen Soundtrack zum Film, der von Ian Levine, Nigel Stock, und Erwin Keiles komponiert wurde. 2015 erschien der Film erstmals auf DVD.

## Downtime Redux
Zum Drehzeitpunkt erhielten die Produzenten keine Rechte den Doktor zu zeigen. Im Jahr 2011 drehte der Doctor Who Fan Ian Levine einige zusätzliche Szenen mit Sylvester McCoy als siebten Doktor nach. Ian Levine und Sylvester McCoy verfolgten zu diesem Zeitpunkt mehrere Projekte in Zusammenhang mit Doctor Who und stellten unfertige Produktionen fertig oder produzierten unverfilmte Werke, wie das Special zum 30. Geburtstag von Doctor Who (Lost in the Dark Dimension) als Cartoonversion. In der neuen Version von Downtime bekommt der Doctor einen Gegenspieler namens Padmasambavah (bekannt aus der Doctor Who Folge The Abominable Snowmen). Dieser wird gespielt von Steven O’Donnell. Ian Levine gab der neuen Version des Films den Namen Ian Levine: Downtime Redux. Jedoch durfte diese Neukonstruktion des Films nicht veröffentlicht werden, da Ian Levine die Rechte für das Zeigen des Doktors fehlen. So wurde Downtime Redux bisher nur einem privaten Publikum zugänglich gemacht.

## Kritik
Greg James von Entertainment Focus lobte die Darstellungen von Elisabeth Sladen, Nicholas Courtney, Jack Watling, Geoffrey Beevers und John Leeson. Viele der anderen Darsteller könnten mit diesen jedoch nicht mithalten und lieferten eher schlechte Performances ab. Außerdem sei das Drehbuch ein wenig irreführend und nicht überzeugend. Weiter mangele es der Produktion am Budget. Jedoch hätte die Produktion trotz alledem ihren Charme und die Extras auf der DVD seien sehr interessant.
SciFi Pulse hingegen lobte die guten Performances und die starke Erzählweise des Films.
Warped Factor lobt den Regisseur und die Produktion des Films. Der Film werde den, aus Doctor Who bekannten, Figuren gerecht und vermittle das Gefühl der Klassischen Doctor Who Serie.
Der Autor Gary Russell hält Downtime, zusammen mit Shakedown: Return of the Sontarans, für den besten inoffiziellen Doctor Who Ableger. Die beiden Verfilmungen würden besonders hervorstechen, auch wenn man ihnen schon anmerken würde, dass diese keine professionellen Fernsehproduktionen seien.